# Jugosłowianie
Jugosłowianie – historyczna narodowość odnosząca się do mieszkańców byłej Jugosławii. Przynależność do „Jugosłowian” deklarowały głównie osoby będące potomkami mieszanych małżeństw. Mianem Jugosłowian określano również mieszkańców kraju chcących określać się jako obywatele Jugosławii, a także przedstawicieli mniejszości narodowych takich jak Węgrzy i Bułgarzy.

## Jugosłowianie w spisach statystycznych
W 1971 roku przynależność do tej narodowości deklarowało 273,1 tys. mieszkańców Jugosławii (1,3% ludności kraju). W 1981 roku liczba takich osób wzrosła do 1,219 mln (5,4% ludności kraju). Według spisu statystycznego w 1981 roku najwięcej Jugosłowian mieszkało w Chorwacji (8,2% ludności republiki), Wojwodinie (8,2%) oraz w Bośni i Hercegowinie (7,9%). Na przełomie 1991 i 1992 liczba ta spadła do 468,1 tys. Spis statystyczny z przełomu lat 1991 i 1992 nie obejmuje danych z całej Jugosławii, która w momencie prowadzenia spisu zaczęła się rozpadać. Ponadto spis ten zbojkotowała ludność albańska w Kosowie, przez co procentowy udział Jugosłowian w strukturze narodowościowej (oszacowany na równe 2%) nie był porównywalny z wcześniejszymi danymi.

## Jugosłowianie a rozpad Jugosławii
Podczas rozpadu Jugosławii część społeczeństwa określająca się jako Jugosłowianie znalazła się w kłopotliwej sytuacji. Jugosłowianie nie mogli utożsamiać się z nowo powstałymi ugrupowaniami politycznymi, gdyż największą popularnością cieszyły się partie narodowe. Jugosłowianie wyrażali swoje poparcie dla partii pozbawionych charakteru nacjonalistycznego, bądź partiom reprezentującym mniejszości narodowe w niepodległych republikach. Rozpad kraju uczynił z Jugosłowian bezpaństwowców. Liczba ludności identyfikującej się jako Jugosłowianie systematycznie spadała w wyniku opowiadania się po stronie któregoś z narodów Jugosławii.